# Целата (Павија)
Целата је насеље у Италији у округу Павија, региону Ломбардија.
Према процени из 2011. у насељу је живело 199 становника. Насеље се налази на надморској висини од 93 м.